# Lasiurus borealis
Il vespertilio rosso orientale (Lasiurus borealis  Müller, 1776) è un pipistrello della famiglia dei Vespertilionidi diffuso nell'America settentrionale.

## Descrizione

### Dimensioni
Pipistrello di piccole dimensioni, con la lunghezza totale tra 95 e 126 mm, la lunghezza dell'avambraccio tra 37 e 42 mm, la lunghezza della coda tra 45 e 62 mm, la lunghezza del piede tra 8,5 e 10 mm, la lunghezza delle orecchie tra 17 e 18 mm e un peso fino a 16 g.

### Aspetto
La pelliccia è lunga e densa. Le parti dorsali sono rossastre, cosparse di peli biancastri, mentre le parti ventrali sono leggermente più chiare. Sulle spalle sono presenti delle macchie bianco-giallastre. Il muso è appuntito e largo, dovuto alla presenza di due masse ghiandolari sui lati. Le orecchie sono corte, arrotondate e ben separate. Il trago è corto, stretto, con l'estremità arrotondata e curvato in avanti. Le ali sono attaccate posteriormente alla base delle dita dei piedi. La punta della lunga coda si estende leggermente oltre l'ampio uropatagio, il quale è densamente ricoperto di lunghi peli dello stesso colore del dorso.  Il calcar è lungo e privo di carenatura.

## Biologia

### Comportamento
Si rifugia solitariamente tra il denso fogliame degli alberi a circa 1-3 metri dal suolo e talvolta nelle grotte. L'attività predatoria inizia la sera, talvolta ancora con la luce del giorno. Effettua migrazioni verso sud in inverno per ibernarsi. Entra in uno stato di torpore diurno a temperature sotto i 20 °C.

### Alimentazione
Si nutre di insetti, principalmente falene, catturati intorno agli alberi, sopra specchi d'acqua e intorno alle luci dei lampioni.

### Riproduzione
Si accoppiano in volo solitamente ad agosto o settembre. Dopo aver ritardato la fertilizzazione e trattenuto lo sperma fino a marzo o ad aprile, danno alla luce normalmente 2, talvolta fino a 5, piccoli alla volta a metà giugno. Vengono svezzati dopo circa 38 giorni di vita e sono in grado di volare dopo 5 settimane. 

## Distribuzione e habitat
Questa specie è diffuso negli Stati Uniti d'America ad est del meridiano 103° W e nel Messico nord-orientale.
Vive in zone moderatamente popolate dall'uomo, evitando quelle densamente urbanizzate.

## Conservazione
La IUCN Red List, considerato il vasto areale, la popolazione presumibilmente numerosa, la presenza in diverse aree protette e la tolleranza alle modifiche ambientali, classifica L.borealis come specie a rischio minimo (Least Concern)).